# Allan Roberts (musicista)
Allan Roberts (Brooklyn, 12 marzo 1905 – Hollywood, 14 gennaio 1966) è stato un musicista statunitense.

## Biografia
Celebre musicista, molte canzoni nei film di hollywood negli anni 40 portano il suo nome, Every Baby Needs A Da Da Daddy canzone cantata da Marilyn Monroe nel 1948 nel film Orchidea bionda era sua e di Lester Lee, Il motivetto venne poi ripreso nel film Okinawa del 1952,

## Filmografia parziale

### Musiche
- Johnny Doughboy  (1942)
- Campus Rhythm   (1943)
- I Love a Bandleader  (1945)
- Good, Good, Good  (1945)
- People Are Funny   (1946)
- Vacanze pericolose   (1946)
- Talk About a Lady  (1946)
- Sangue ardente  (1946)
- Lone Star Moonlight  (1946)
- Singin' in the Corn  (1946)
- Blondie Knows Best  (1946)
- Cigarette Girl  (1947)
- Il segreto di Mary Harrison   (1947)
- Giù sulla terra   (1947)
- Rose of Santa Rosa  (1947)
- La signora di Shanghai   (1947)
- Sweet Genevieve   (1947)
- Rivista di stelle  (1947)
- Glamour Girl  (1948)
- Orchidea bionda  (1948)
- I Surrender Dear, regia di Arthur Dreifuss  (1948)
- Arkansas Swing  (1948)
- Song of Idaho  (1948)
- The Strawberry Roan  (1948)
- Amanti crudeli  (1949)
- The Traveling Saleswoman  (1950)
- Accidenti che ragazza!  (1950)
- Tra mezzanotte e l'alba  (1950)
- Tempo felice  (1952)
- Pioggia  (1953)
- Quando una ragazza è bella  (1955)
- L'ultima frontiera  (1955)
- La statua che urla  (1958)
- Senior Prom  (1958)
- Le Dee dell'amore  (1965)